# 由谷裕哉
由谷 裕哉（よしたに ひろや、1955年 - ）は、日本の宗教民俗学者。学位は博士（社会学）。主な研究テーマは修験道および聖地巡礼。小松短期大学教授、日本山岳修験学会理事、日本宗教学会評議員、日本宗教民俗学会委員。

## 来歴・人物
石川県出身。1978年に慶應義塾大学経済学部を卒業し、引き続き同大学大学院社会学研究科に進み、1986年に博士課程を修得退学した。
日本学術振興会特別研究員を経て、1988年に新設された小松短期大学の専任講師に就任。その後、助教授、准教授を経て、2011年に教授に就任した。この間、1999年に慶應義塾大学大学院社会学研究科より、『地方修験の宗教民俗学的研究』で博士（社会学）の学位を取得した。

## サブカルチャー聖地巡礼について
2014年に民俗学者の佐藤喜久一郎との共著で『サブカルチャー聖地巡礼』を岩田書院から上梓した。雑誌『月刊仏事』の取材記事で、この分野に取り組むようになったきっかけを、ファンが記帳した巡礼ノートを見て、前世紀から自分が研究してきた修験道に近い、苦行性を有する書き込みがしばしば見られたからであった、と述べている。この説明のように、サブカルチャーに関わって聖地とされるうち宗教的な聖地（定林寺 (秩父市)・『あの日見た花の名前を僕達はまだ知らない。』、大洗磯前神社・『ガールズ&パンツァー』など）をとくに取りあげ、サブカルチャー聖地巡礼が伝統的な巡礼を継承する側面を導き出そうとしている。伝統的な宗教施設との関わりがそれほど濃厚ではない「湯涌ぼんぼり祭り」（『花咲くいろは』）についても、ファンの記帳した巡礼ノートを分析し、巡礼者の行動を「伝統的な構造を参照しながら現代において生成しつつある事象」と捉えようとした。

## 著書

### 単著
- 『民俗研究の視角』杉山書店、1992年
- 『白山・石動修験の宗教民俗学的研究』岩田書院、1994年
- 『白山・立山の宗教文化』岩田書院、2008年
- 『近世修験の宗教民俗学的研究』岩田書院、2018年

### 共編著
- 『郷土史と近代日本』（時枝務と共編著） 角川学芸出版〈アカデミック・ライブラリー〉、2010年
- 『郷土再考 新たな郷土研究を目指して』（編著）角川学芸出版〈アカデミック・ライブラリー〉、2012年
- 『近世修験道の諸相』（時枝務・久保康顕・佐藤喜久一郎と共著）岩田書院〈岩田書院ブックレット 歴史考古学系〉 、2013年
- 『サブカルチャー聖地巡礼 アニメ聖地と戦国史蹟』（佐藤喜久一郎との共著）岩田書院、2014年
- 『郷土の記憶・モニュメント』（編） 岩田書院〈岩田書院ブックレット 歴史考古学系〉、2017年
- 『「加賀越中能登」書籍総覧 地域コレクション書誌解題』全3巻（解題、金沢文圃閣編集部編）金沢文圃閣〈文圃文献類従〉、2018年

## 論文
- <由谷裕哉